# Denis Marti
Denis Marti, pseudonimo di Gianfranco Coizza (Nuoro, 4 ottobre 1972), è un ex attore pornografico e regista pornografico italiano.

## Biografia
Nato e cresciuto a Nuoro, in Sardegna, ha vissuto in Toscana, poi a Milano e a Praga, una delle capitali dell'industria cinematografica hard. Ha debuttato nel 1999 nei film spagnoli Turistas de impresiòn penetradas sin compasiòn diretto da Paco Lopez ed Espediente Sex di Dani Rodriguez. Prima di dedicarsi a questa professione, ha compiuto studi di letteratura, come risulta dalla sua pagina Myspace. Marti è attivo sia come interprete che come regista; prima di mettersi in proprio, fondando la Face to Face Films, ha diretto una ventina di video per la casa di produzione Hustler (Professianals 1-10, Harder they cum 1-6). Ha lavorato con vari attori e registi, tra i quali David Perry.
Dal 2017 ha lasciato la carriera pornografica e ha iniziato a lavorare come cuoco.

## Filmografia

### Attore
- Coatta (1998)
- Incubo Sesso e Perversione (1998)
- 7 Uomini Dentro di Me (1999)
- Nomi (1999)
- Oranal (1999)
- Sexy Luna: La sua prima volta (1999)
- Strappami i Collant e Aprimi il Culo (1999)
- Succhiami l'Uccello e Apriti il Culo (1999)
- Troia la Mamma Troia la Figlia (1999)
- Ani Dilatati (2000)
- Chi Dorme Non Piglia Fregna (2000)
- Corso di Sopravvivenza (2000)
- Cronaca Hard 23 - Storie Vere (2000)
- Cronaca Hard 27 - Storie vere (2000)
- Cronache Proibite (2000)
- Gonzi Sì ma Ti Facciamo un Culo Così (2000)
- Italian Flair (2000)
- Posta Intima di Fabiana (2000)
- Private XXX 12: Sex, Lust And Video-tapes (2000)
- Pro-Am Italiano 4 (2000)
- Sesso a Pagamento (2000)
- Sessuologa (2000)
- Ti Presento... Mio Fratellino (2000)
- Tradimenti all'Italiana (2000)
- Army Nurse (2001)
- Bombones banados de leche 2 (2001)
- C'era una volta al Grand Hotel (2001)
- Donne allo Specchio (2001)
- FamigliAnal (2001)
- Infoscopate - Linee Perverse (2001)
- Isola dei Porno Famosi (2001)
- Killer Pussy 10 (2001)
- Mafia Odio e Sesso (2001)
- Maschera della Perversione (2001)
- Operazione Casting (2001)
- Real Sex Magazine 44 (2001)
- Roma (2001)
- Schiava dei Sensi (2001)
- Sex Dream (2001)
- Storia del Sesso (2001)
- Xtreme DP 1 (2001)
- Asses High 2 (2002)
- Born to be Buttwoman (2002)
- Cream Filling 1 (2002)
- Double Parked 1 (2002)
- Double Parked 2: Impounded (2002)
- DP's and Orgies 1 (2002)
- DP's and Orgies 2 (2002)
- Foreign Assets (2002)
- Gigolo (2002)
- Heavy Handfuls 1 (2002)
- Hypnotic Games (2002)
- Incesti Anali di Sorelle e Cugine (2002)
- Inn's Girls (2002)
- Just Warming Up (2002)
- Killer Pussy 11 (2002)
- Killer Pussy 12 (2002)
- Killer Pussy 13 (2002)
- Killer Pussy 15 (2002)
- Lustful Mind (2002)
- Mind Trip (2002)
- Nikki Takes A Trip (2002)
- Other Face Of Pleasure (2002)
- Pleasure Island (2002)
- Rocco Live in Prague (2002)
- Sakura Tales 1 (2002)
- Seduction (2002)
- Serial Fucker 5 (2002)
- Sexx the Hard Way 4 (2002)
- Sexx the Hard Way 5 (2002)
- Sexx the Hard Way 6 (2002)
- Sexx the Hard Way 7 (2002)
- Sexx the Hard Way 8 (2002)
- She's So Anal (2002)
- Teen Sensations 1 (2002)
- Truly Nice Tits 1 (2002)
- Two In The Seat 1 (2002)
- Un Gioco Pericoloso (2002)
- When Nurses Go Bad (2002)
- 110% Natural 5 (2003)
- 2 Dicks in 1 Chick 5 (2003)
- Anal Expedition 1 (2003)
- Anal Hazard 2 (2003)
- Angelmania 4 (2003)
- Arma Rettale (2003)
- Arma Rettale 2 (2003)
- ATM Machine 1 (2003)
- Babes In Pornland 20: New Babes (2003)
- Backstage Pass (2003)
- Caldi Ricordi a Bologna (2003)
- Calendar Girl (2003)
- Canibales Sexuales 1 (2003)
- Cleopatra 2: Legend Of Eros (2003)
- Compulsion (2003)
- Comunicazioni Anali Urgenti (2003)
- Confessioni Porno...grafiche (2003)
- Crazy Bullets (2003)
- Cream Filling 2: Refill (2003)
- Czech Mates (2003)
- Czechmate (2003)
- Darx (2003)
- Double Parked 3: Two Way Street (2003)
- Double Parked 5: Meater Maids (2003)
- DVDA 1 (2003)
- Enjoy 4 (2003)
- Finally Legal 8 (II) (2003)
- Foreign Assets 2 (2003)
- Gothika (2003)
- Inch Freaks 2 (2003)
- Killer Pussy 16 (2003)
- Killer Pussy 17 (2003)
- Legal Skin 9 (2003)
- Lusty Legs 1 (2003)
- Mason's Sexual Disorder (2003)
- Monique's Sexaholics 2 (2003)
- Natural Nymphos 2 (2003)
- Nurses Behind Bars (2003)
- Opera (2003)
- Palais des phantasmes (2003)
- Piacere E Tutto Mio (2003)
- Pickup Babes 9 (2003)
- Pirate Fetish Machine 13: Trust No One (2003)
- Pleasures Of The Flesh 3 (2003)
- Private Castings X 44 (2003)
- Private Life of Lea De Mae (2003)
- Private Life of Rita Faltoyano (2003)
- Private Reality 15: Never Say No (2003)
- Private Reality 16: More Than Sex (2003)
- Private Reality 22: Insatiable Sex Dolls (2003)
- Prof. di Anatomia (2003)
- Professianals 1 (2003)
- Pussy Patrol 1 (2003)
- Ritratti di Pornostar (2003)
- Rocco: Animal Trainer 12 (2003)
- Rocco's Initiations 6 (2003)
- Sakura Tales 2: Cherry Blossoms (2003)
- Serial Fucker 1 (2003)
- Sexville (2003)
- Sexx the Hard Way 10 (2003)
- Spread 'Em Wide 1 (2003)
- Teen Sensations 3 (2003)
- Three for All 3 (2003)
- Trust (2003)
- Venere in Pelliccia (2003)
- World Sex Tour 29 (2003)
- Young And Wild 1 (2003)
- Young And Wild 2 (2003)
- Young And Wild 3 (2003)
- Young And Wild 4 (2003)
- Canibales Sexuales 2 (2004)
- Cum Swappers 2 (2004)
- Desiderio (2004)
- Double Anal Climax 2 (2004)
- Double Parked 8: Traffic Jam (2004)
- Enjoy 5 (2004)
- Fuck My Ass -n- Make Me Cum 1 (2004)
- Gang Bang Darlings 3 (2004)
- Good Girls Doing Bad Things 4 (2004)
- Harder They Cum 1 (2004)
- Harder They Cum 2 (2004)
- Hot Rats (2004)
- Jezebels (2004)
- Lipstick (2004)
- Private Life of Jane Darling (2004)
- Private Life of Stacy Silver (2004)
- Private Reality 25: Anal Challenge (2004)
- Private Xtreme 12: Hot Property (2004)
- Private XXX 18: Wet Dreams (2004)
- Professianals 2 (2004)
- Professianals 3 (2004)
- Professianals 4 (2004)
- Professianals 5 (2004)
- Professianals 6 (2004)
- Rocco's Initiations 8 (2004)
- Service Animals 16 (2004)
- Teen Tryouts Audition 34 (2004)
- Tits And Ass 6 (2004)
- Twisted Tails 1 (2004)
- Young And Wild 5 (2004)
- Analicious Adventures 1 (2005)
- Ass Crackin' 7 (2005)
- Butt Blassted 1 (2005)
- Clusterfuck 4 (2005)
- Cream Pie for the Straight Girl 2 (2005)
- Deeper In My Ass 1 (2005)
- Fantom Seducer 1 (2005)
- Fucking Beautiful 7 (2005)
- Hardcore Whores 1 (2005)
- Harder They Cum 3 (2005)
- Harder They Cum 5 (2005)
- Mason's Sluts (2005)
- Mind Trips (2005)
- Nasty Dreams (2005)
- Porn Identity (2005)
- Private Diamonds (2005)
- Private Story Of Lucy Lee (2005)
- Private Story Of Lucy Love (2005)
- Professianals 7 (2005)
- Professianals 8 (2005)
- Professianals 9 (2005)
- Riding The Curves 1 (2005)
- Riding The Curves 2 (2005)
- Riding The Curves 3 (2005)
- Riding The Curves 4 (2005)
- Semen Shots 7 (2005)
- Stuff My Ass Full of Cum 4 (2005)
- Super Model Sluts 2 (2005)
- Teen X Two 2 (2005)
- Tits And Ass 8 (2005)
- Triple Hexxx (2005)
- Anal Aristocrats 1 (2006)
- Anal Aristocrats 2 (2006)
- Ass Riders (2006)
- Big Round Latin Culos (2006)
- Butt Blassted 4 (2006)
- Cream Pie Orgy 2 (2006)
- Cum Inside 3 (2006)
- Cum on My Hairy Pussy 3 (2006)
- Devils in Disguise (2006)
- Drunk Sex Orgy: Bay Crotch (2006)
- Drunk Sex Orgy: Cream of the Crotch (2006)
- Drunk Sex Orgy: Porno Pop (2006)
- Dude Your Girlfriend Is In A Porno 1 (2006)
- Dude Your Girlfriend Is in a Porno 4 (2006)
- Fuck Doll Sandwich 4 (2006)
- Ghostlovers (2006)
- High Class Ass (2006)
- Hustler's Beaver Hunt 4 (2006)
- I Love Katsumi (2006)
- MILF Jugs 5 (2006)
- MILF Mayhem 2 (2006)
- MILF Squirters 3 (2006)
- Off The Rack 4 (2006)
- Pin Up Honeys 1 (2006)
- Pole Position POV 2 (2006)
- Private Sports 8: Private Dive (2006)
- Private Xtreme 25: Sluts 'R' Us (2006)
- Private Xtreme 26: Psychoporn (2006)
- Professianals 10 (2006)
- Riding The Curves 5 (2006)
- Teen Cum Swappers 1 (2006)
- Teen Tryouts Audition 45 (2006)
- Tic Tac Toe's 3 (2006)
- Uptown Bitches (2006)
- 2 Men Inside Me (2007)
- Big Phat Wet Asses 1 (2007)
- Cool Babe (2007)
- Cream Pie Orgy 4 (2007)
- Dietro da Impazzire 8 (2007)
- Dreams in White 2 (2007)
- Drunk Sex Orgy: Cunts and Cocktails (2007)
- Drunk Sex Orgy: Rough Riders (2007)
- Face Sprayers 5 (2007)
- Harder They Cum 6 (2007)
- Hot Rats 2 (2007)
- How's That Big Cock Gonna Fit In My Mom's Ass 1 (2007)
- Hustler Hardcore Vault 5 (2007)
- I Love Silvia Saint (2007)
- Italian Sexy Paradise (2007)
- MILF Jugs 6 (2007)
- Natural Wonders of the World 48 (2007)
- Natural Wonders of the World 49 (2007)
- Natural Wonders of the World 50 (2007)
- Night Zone (2007)
- Piacere Claudia (2007)
- Private Gold 96: M.I.L.K. (2007)
- Private XXX 37: Stars In Heat (2007)
- Private XXX 38: Free Asses (2007)
- Rocco's Obsession with Teen Supersluts 1 (2007)
- Senza Scelta (2007)
- Sexual Adventures of Little Red (2007)
- Squirts So Good 5 (2007)
- Teen Tryouts Audition 52 (2007)
- Throat Bangers 17 (2007)
- Xcalibur 3: The Lords of Sex (2007)
- Butterfly: intrigo e potere (2008)
- Countryside Girls Gone Bad (2008)
- Dirty Teeny (2008)
- Donne d'Onore (2008)
- Euro Babes Gone Wild 2 (2008)
- Fucking Beautiful 8 (2008)
- Girls from Prague 3 (2008)
- Glamour Dolls 4 (2008)
- GM Affair (2008)
- Good Will Humping (2008)
- Greta Inarrestabile Furia (2008)
- Intense Desires (2008)
- Italian Sexy Paradise 3 (2008)
- Jenna vs. Courtney (2008)
- Luna Stern: La prima volta con un uomo (2008)
- Mad Sex Party: Bachelorette Party (2008)
- Mad Sex Party: Back Alley Bangers (2008)
- Mad Sex Party: Gazebo Gobblers (2008)
- Mad Sex Party: Grand Opening and Poolgirls (2008)
- Mad Sex Party: Private Pool 1 and 2 (2008)
- Mad Sex Party: Private Pool 3 (2008)
- Mad Sex Party: Private Pool 4 (2008)
- Odore dei Soldi (2008)
- Orgy Initiations 4: Big Tit Edition (2008)
- Private Gold 101: Dirty Santa (2008)
- Private XXX 39: Sex Bites (2008)
- Professianals 11 (2008)
- Scent Of Pleasure (2008)
- Secretaries 1 (2008)
- Vampiro e le Succhione (2008)
- ABC of Fucking (2009)
- Anal Photoset (2009)
- Anale Exzesse (2009)
- Billionaire 2 (2009)
- Cazz Woman (2009)
- Doggy Style (2009)
- Dominazione Totale (2009)
- Doppio Gioco: Hot Sinners (2009)
- Hot Caribe Experience (2009)
- Lezioni Private (2009)
- Mad Sex Party: Gentlemen's Club (2009)
- Mad Sex Party: Go-Kart Sluts (2009)
- Mad Sex Party: Sex On Trial (2009)
- Mad Sex Party: The Loft Party (2009)
- MILF Cafe (2009)
- Orgasmo Infinito (2009)
- Perverted Planet 4 (2009)
- Play With My Hairy Asshole 1 (2009)
- Porno Truffa sul Web (2009)
- Private Gold 104: Crime Sex Investigation (2009)
- Private Gold 105: A Fucking Christmas Dinner (2009)
- Private Specials 16: Up All Holes (2009)
- Private Specials 26: Dressed To Cum (2009)
- Reality (2009)
- Rocco: Animal Trainer 28 (2009)
- Rocco: Animal Trainer 31 (2009)
- Rocco: Puppet Master 6 (2009)
- Rocco: Puppet Master 7 (2009)
- Sadismo Estremo (2009)
- Slutty Senoritas (2009)
- Sottomessa: racconto di una segretaria (2009)
- Superpoliziotta (2009)
- The Sex Trick - L'Inganno (2009)
- Tropical Pleasure: Sesso Ai Caraibi (2009)
- Vedova (2009)
- Wellness Perversion (2009)
- American Daydreams 8 (2010)
- Any Way You Want It (II) (2010)
- Band of Bastards 1 (2010)
- Beautiful Stranger (2010)
- Big Ass Crackers (2010)
- Boca Chica Blues (2010)
- Busty Milf Adventures 3 (2010)
- Calde Segretarie 2 (2010)
- Clusterfuck 7 (2010)
- Cuckold (2010)
- Cum Draining Whores (2010)
- Doctor 2 (2010)
- Dott. Max Star e Starlette (2010)
- Evil Anal 11 (2010)
- Fresh Meat 28 (2010)
- Gangbang Auditions 24 (2010)
- Gritty (2010)
- Hitch Hikers (2010)
- I Came in Your Mom 3 (2010)
- I Have a Wife 10 (2010)
- I Have a Wife 11 (2010)
- It Starts With a Kiss (2010)
- Jeunes et deja veuves (2010)
- Kung Fu Beauty (2010)
- Laly's Angels (2010)
- L'Ambulatorio Del Sesso (2010)
- Lethal Body (2010)
- Mere et sa fille (2010)
- MILF Bitches (2010)
- My Own Master (2010)
- Naughty Athletics 11 (2010)
- Naughty Office 20 (2010)
- Naughty Rich Girls 3 (2010)
- Nylons 7 (2010)
- Oh Me So Horny (2010)
- Phone Fucks (2010)
- Private Specials 34: Italian MILFs (2010)
- Private Specials 40: How I Seduce and Fuck Girls (2010)
- Private World Cup: Footballers' Wives (2010)
- Secret Orgy Club (2010)
- Segreti di Moana (2010)
- Sex Broker (2010)
- Sex Slaves (2010)
- Simply Roberta (2010)
- Slutty and Sluttier 11 (2010)
- Slutty and Sluttier 12 (2010)
- Slutty Girls Love Rocco 1 (2010)
- Starlets 2010 (2010)
- Tales of Twisted Sex (2010)
- Up Skirts 2 (2010)
- Casino '45 (2010)
- Bikini Warriors (2011)
- Cougar High 2 (2011)
- Fleshly Divas (2011)
- IMASLUT (2011)
- Inside the Orient 5 (2011)
- Julia Ann (2011)
- Latinistas 4 (2011)
- Lusty Wife Sluts (2011)
- Naughty Office 22 (2011)
- Penthouse Vacation (2011)
- Pervs on Patrol 1 (2011)
- Real Big Tits 6 (2011)
- Rocco: Puppet Master 10 (2011)
- Sound Of Love (2011)
- Vivid's Cum Masters (2011)
- Anal Academy (2012)
- Donne Eleganti in Cerca di Avventure (2012)
- Down Home And Dirty (2012)
- Irrefrenabili Voglie di Marika (2012)
- Irresistibili Provocazioni (2012)
- Libertine in Lingerie (2012)
- Sassy Ass (2012)
- Tettone Fuori Misura (2012)
- Scopriamo Giada (2013)

### Regista
- Professianals 1 (2003)
- Young And Wild 1 (2003)
- Young And Wild 2 (2003)
- Young And Wild 3 (2003)
- Young And Wild 4 (2003)
- Harder They Cum 1 (2004)
- Harder They Cum 2 (2004)
- Professianals 2 (2004)
- Professianals 3 (2004)
- Professianals 4 (2004)
- Professianals 5 (2004)
- Professianals 6 (2004)
- Young And Wild 5 (2004)
- Harder They Cum 3 (2005)
- Harder They Cum 4 (2005)
- Harder They Cum 5 (2005)
- Porn Identity (2005)
- Professianals 7 (2005)
- Professianals 8 (2005)
- Professianals 9 (2005)
- Riding The Curves 1 (2005)
- Riding The Curves 2 (2005)
- Riding The Curves 3 (2005)
- Riding The Curves 4 (2005)
- Anal Aristocrats 1 (2006)
- Anal Aristocrats 2 (2006)
- Professianals 10 (2006)
- Riding The Curves 5 (2006)
- Cool Babe (2007)
- Dietro da Impazzire 8 (2007)
- Harder They Cum 6 (2007)
- Euro Babes Gone Wild 2 (2008)
- Glamour Dolls 4 (2008)
- GM Affair (2008)
- Greta Inarrestabile Furia (2008)
- Mad Sex Party: Bachelorette Party (2008)
- Mad Sex Party: Factory Fuckers (2008)
- Mad Sex Party: Gazebo Gobblers (2008)
- Mad Sex Party: Private Pool 1 and 2 (2008)
- Mad Sex Party: Private Pool 3 (2008)
- Mad Sex Party: Private Pool 4 (2008)
- Professianals 11 (2008)
- Mad Sex Party: The Loft Party (2009)
- Maliziose (2009)
- Sottomessa: racconto di una segretaria (2009)
- Simply Roberta (2010)
- Donne Eleganti in Cerca di Avventure (2012)
- Irresistibili Provocazioni (2012)